# Disney Channel (Israel)
Disney Channel (en hebreo: ערוץ דיסני‎, romanizado: 'Aroots dysny) es un canal de televisión infantil israelí propiedad de Disney International Operations que se transmite al público israelí. Anteriormente se lo conocía como Fox Kids y Jetix. Se lanzó en su forma actual el 9 de septiembre de 2009.

## Historia
Fox Kids comenzó a transmitir en Israel en febrero de 2001, y transmitía principalmente programación animada dirigida a los niños. Posteriormente, Fox Kids pasó a llamarse Jetix en marzo de 2005. El 9 de septiembre de 2009, Jetix fue reemplazado por Disney Channel. Disney Channel transmitía principalmente programación de su contraparte estadounidense, así como contenido local como Balagan. En 2011, su hermana, Disney Junior, se lanzó en Yes, y posteriormente en HOT el 27 de noviembre de 2013.

## Programación actual

### Live-action
| Título                      | Título en hebreo        | Fecha de estreno       | Temporada actual | Fuente(s) |
| --------------------------- | ----------------------- | ---------------------- | ---------------- | --------- |
| Bunk'd                      | קיקיוואקה: מחנה קיץ     | 2 de diciembre de 2015 | 6                |           |
| Raven's Home                | הבית של רייבן           | 30 de octubre de 2017  | 5                | [ 7 ]     |
| Secrets of Sulphur Springs  | הסודות של סאלפר ספרינגס | 4 de marzo de 2021     | 3 (pronto)       |           |
| The Villains of Valley View | הנבלים מהוואלי          | 31 de agosto de 2022   | 1                |           |

### Animación
| Título                                  | Título en hebreo            | Fecha de estreno         | Temporada actual | Fuente(s) |
| --------------------------------------- | --------------------------- | ------------------------ | ---------------- | --------- |
| Miraculous: Tales of Ladybug & Cat Noir | המופלאה: הרפתקאות ליידי באג | 13 de marzo de 2016      | 4                | [ 8 ]     |
| Big City Greens                         | הגרינים בעיר הגדולה         | 14 de octubre de 2018    | 3                |           |
| The Owl House                           | בית הינשוף                  | 1de julio de 2020        | 3                |           |
| Ghostforce                              | גוסט פורס                   | 25 de julio de 2021      | 2 (pronto)       |           |
| The Ghost and Molly McGee               | הרוח ומולי מגי              | 19 de diciembre de 2021  | 2 (pronto)       |           |
| The Unstoppable Yellow Yeti             | יטי צהוב ובלתי ניתן לעצירה  | 11 de septiembre de 2022 | 1                |           |
| Hamster & Gretel                        | גרטל והאוגר                 | 6 de febrero de 2023     | 1                |           |
| Chip 'n' Dale: Park Life                | צ'יפ ודייל: החיים בפארק     | 12 de marzo de 2023      | 1                |           |
| Moon Girl and Devil Dinosaur            | מון גירל ושדינוזאור         | 19 de marzo de 2023      | 1                |           |

### DeDisney Junior
- PJ Masks (8 de enero de 2016-presente)
- Gigantosaurus (2019-presente)
- T.O.T.S. (6 de septiembre de 2019-presente)
- Bluey (13 de diciembre de 2020-presente)
- Mickey Mouse Funhouse (14 de noviembre de 2021-presente)
- Spidey and His Amazing Friends (28 de noviembre de 2021-presente)
- The Chicken Squad (22 de mayo de 2022-presente)
- Alice's Wonderland Bakery (3 de julio de 2022-presente)
- Eureka! (4 de septiembre de 2022-presente)
- Firebuds (20 de noviembre de 2022-presente)

### Películas
- 16 Wishes (18 de noviembre de 2010)
- Adventures in Babysitting (7 de julio de 2016)[9]
- Avalon High (3 de febrero de 2011)
- Bad Hair Day (26 de marzo de 2015)
- Camp Rock 2: The Final Jam (16 de septiembre de 2010)
- Cloud 9 (20 de febrero de 2014)[10]
- Den Brother
- Descendants (31 de agosto de 2015)[11]
- Descendants 2 (31 de agosto de 2017)
- Descendants 3 (18 de octubre de 2019)[12]
- Freaky Friday (30 de agosto de 2018)
- Frenemies
- Geek Charming (22 de marzo de 2012)[13]
- Girl vs. Monster (9 de diciembre de 2012)[14]
- Good Luck Charlie, It's Christmas! (27 de enero de 2012)[15]
- How to Build a Better Boy (23 de octubre de 2014)
- Invisible Sister (10 de diciembre de 2015)[16]
- Lemonade Mouth (28 de abril de 2011)
- Let It Shine
- My Babysitter's a Vampire (2011)
- Phineas and Ferb the Movie: Across the 2nd Dimension (28 de octubre de 2011)
- Princess Protection Program (9 de septiembre de 2009)
- Radio Rebel (19 de julio de 2012)
- Sharpay's Fabulous Adventure
- The Suite Life Movie (28 de julio de 2011)
- The Swap (29 de diciembre de 2016)
- Teen Beach 2 (2 de julio de 2015)[17]
- Teen Beach Movie (26 de agosto de 2013)[18]
- StarStruck (13 de mayo de 2010)
- Wizards of Waverly Place: The Movie
- Zapped (31 de agosto de 2014)
- Zombies (29 de marzo de 2018)